# Dorian Finney-Smith
Dorian Lawrence Finney-Smith, född 4 maj 1993 i Portsmouth i Virginia, är en amerikansk professionell basketspelare (SF/PF) som spelar för Houston Rockets i National Basketball Association (NBA). Han har tidigare spelat för Dallas Mavericks, Brooklyn Nets och Los Angeles Lakers.
Finney-Smith blev aldrig NBA-draftad.
Innan han blev proffs studerade Finney-Smith först på Virginia Polytechnic Institute and State University och spelade för deras idrottsförening Virginia Tech Hokies. Han blev senare överförd till University of Florida för spel i Florida Gators.